# Бримли, Уилфорд
Энтони Уилфорд Бримли (англ. Anthony Wilford Brimley; 27 сентября 1934, Солт-Лейк-Сити, Юта — 1 августа 2020, Сент-Джордж, Юта) — американский актёр и певец.

## Биография
Энтони Уилфорд Бримли родился в Солт-Лейк-Сити, штат Юта, в семье работника сферы недвижимости. До начала актёрской карьеры он работал на ранчо ковбоем и кузнецом, а также телохранителем Говарда Хьюза. После работы у Хьюза Бримли подался в кинематограф и на телевидение, где стал ухаживать за лошадьми на съёмках фильмов. В конце 1960-х годов по настоянию своего друга, актёра Роберта Дюваля, Бримли дебютировал в кино, первоначально исполняя роли наездников в вестернах, а также выступая в качестве каскадёра. Популярность к актёру пришла в конце 1970-х годов после роли в фильме «Китайский синдром» (1979). Далее последовали не менее успешные роли в кинокартинах «Без злого умысла» (1981), «Нечто» (1982), «Отель „Нью-Хэмпшир“» (1984), «Нежное милосердие» (1983), «Самородок» (1984) и «Трудная мишень» (1993).
В 1985 году Уилфорд Бримли успешно исполнил роль Бена Лакетта в фантастическом фильме «Кокон» о группе жителей дома престарелых, вступивших в контакт с представителями внеземной цивилизации. Картина, собравшая в своём актёрском составе таких звёзд прошлого, как Дон Амичи, Джессика Тэнди и Морин Стэплтон, имела большой успех и удостоилась двух премий «Оскар». Спустя три года вышло продолжение фильма под названием «Кокон: Возвращение», где Уилфорд Бримли также воплотил на экране образ старика Бена. В 1990-е годы одной из самых запоминающихся его ролей стал Уильям Девашер в триллере Сидни Поллака «Фирма».
В 1979 году у Бримли диагностировали диабет, после чего он серьёзно занялся лечением, став при этом активистом Американской ассоциации диабета, которая в 2008 году признала его почётным членом. Он много времени уделял поездкам по больницам, где посещал больных диабетом и проводил консультации с целью просвещения пациентов о жизни с данным заболеванием.
Помимо этого Уилфорд Бримли являлся активистом за разрешение скачек в штате Юта, а также выступал против запрета петушиных боёв в Нью-Мексико. Актёр являлся большим поклонником игры в покер, в своё время приняв участие в Мировой серии покера. В 2008 году Бримли выступил с поддержкой Джона Маккейна на выборах президента США.
Умер 1 августа 2020 года.

## Избранная фильмография
| Год  | Фильм                  | Фильм (english)                 | Роль                                                | Примечание  |
| ---- | ---------------------- | ------------------------------- | --------------------------------------------------- | ----------- |
| 1979 | Китайский синдром      | The China Syndrome              | Тед Спиндлер                                        |             |
| 1979 | Электрический всадник  | The Electric Horseman           | фермер                                              |             |
| 1980 | Брубэйкер              | Brubaker                        | Роджерс                                             |             |
| 1980 | Пограничная полоса     | Borderline                      | агент USBP Джексон                                  |             |
| 1981 | Без злого умысла       | Absence of Malice               | помощник генерального прокурора США Джеймс А. Уэллс |             |
| 1982 | Нечто                  | The Thing                       | доктор Блэр                                         |             |
| 1982 | Долина смерти          | Death Valley                    | Шериф Пэрри                                         |             |
| 1983 | Нежное милосердие      | Tender Mercies                  | Харри                                               |             |
| 1984 | Гарри и сын            | Harry & Son                     | Том Кич                                             |             |
| 1984 | Отель «Нью-Хэмпшир»    | The Hotel New Hampshire         | Айова Боб                                           |             |
| 1984 | Самородок              | The Natural                     | Поуп Фишер                                          |             |
| 1984 | Деревня                | Country                         | Отис                                                |             |
| 1985 | Кокон                  | Cocoon                          | Бен Лакетт                                          |             |
| 1988 | Кокон: Возвращение     | Cocoon: The Return              | Бен Лакетт                                          |             |
| 1993 | Фирма                  | The Firm                        | Уильям Девашер                                      |             |
| 1993 | Трудная мишень         | Hard Target                     | дядюшка Дювэ                                        |             |
| 1995 | Хорошие старые парни   | The Good Old Boys               | С.С. Тирпли                                         | Тв          |
| 1995 | Оперативный центр      | OP Center                       | Адмирал Трой Дэвис                                  | мини-сериал |
| 1997 | Вход и выход           | In & Out                        | Френк, отец Ховарда                                 |             |
| 1998 | Эмбрион                | Progeny                         | доктор Дэвит Уэзерли                                |             |
| 2009 | Супруги Морган в бегах | Did You Hear About the Morgans? | Эрл Гренджер                                        |             |